# Roger De Cnijf
Roger De Cnijf (Lovaina, 14 de abril de 1956) fue un ciclista belga, profesional entre 1979 y 1986, cuyos mayores éxitos deportivos los logró en la Vuelta a España, donde consiguió una victoria de etapa en la edición de 1979.

## Palmarés
| 1979 - 1 etapa en la Vuelta a España y clasificación de las metas volantes 1980 - 1 etapa en la Vuelta a Alemania - 1 etapa en la Vuelta a Mallorca |